# Магијалонга (Рагуза)
Магијалонга је насеље у Италији у округу Рагуза, региону Сицилија.
Према процени из 2011. у насељу је живело 32 становника. Насеље се налази на надморској висини од 11 м.